# ヴィンセント・フォッセ
ヴィンセント・フォッセ（Vincent vosse、1972年1月5日 ‐ ）は、ベルギーのレーシングドライバー。

## 経歴
フォーミュラ・フォードで1992年にレースデビューし、1996年にはドイツ・フォーミュラ・スリーに参戦した。1995年からはツーリングカーレースにも参戦。ベルギープロカー選手権に同年からフル参戦。BMW、日産、アウディのワークスドライバーとして参戦した。
1997年からはFIAGT選手権やル・マン24時間レース、スパ・フランコルシャン24時間レース等にも参戦し、活躍した。ル・マンには2007年まで数回参加し、2006年には、ヨーロピアン・ル・マンシリーズのタイトル獲得し、2001年にはシチリア24時間レースでも優勝した。
2009年にフォルクスワーゲン・モータースポーツの元トップであるレネ・バービスト、実業家のイブ・ヴェールツと共にW・レーシングチームを設立。共同代表に就任してGT3やTCR, LMP2などでのレース活動を統括している。

## レース戦績

### ル・マン24時間レース
| 年     | チーム                                 | コ・ドライバー                                        | 使用車両                     | クラス | 周回 | 総合順位 | クラス順位 |
| ------ | -------------------------------------- | ----------------------------------------------------- | ---------------------------- | ------ | ---- | -------- | ---------- |
| 1999年 | ロック・レーシング                     | クラウディア・ヒュルゲン アンドレ・アーレ             | ポルシェ・911 GT2            | GTS    | 290  | 20位     | 8位        |
| 2001年 | ポール・ベルモンド・レーシング         | カール・ローゼンブラッド バニーナ・イクス             | クライスラー・バイパー GTS-R | GTS    | 61   | DNF      | DNF        |
| 2002年 | ラルブル・コンペティション             | クリストフ・ブシュー パトリス・グースラード           | クライスラー・バイパー GTS-R | GTS    | 319  | 18位     | 4位        |
| 2005年 | ラルブル・コンペティション             | パトリス・グースラード オリビエ・デュパール           | フェラーリ・550 GTS マラネロ | GT1    | 324  | 12位     | 4位        |
| 2007年 | リュック・アルファンド・アドベンチャー | ディディエ・アンドレ ジャン＝リュック・ブランシュマン | シボレー・コルベット C6R     | GT1    | 306  | 24位     | 11位       |

### スパ・フランコルシャン24時間レース
| 年   | チーム                         | コ・ドライバー                            | 使用車両                   | クラス | 総合順位 | クラス順位 | 参照                                                              |
| ---- | ------------------------------ | ----------------------------------------- | -------------------------- | ------ | -------- | ---------- | ----------------------------------------------------------------- |
| 1995 | ベルギー・VWアウディクラブ     | フィリップ・アダムス ヴィンセント・モス   | アウディ・A4               | ST     | 7位      | 5位        | https://www.racingsportscars.com/etcc/results/Spa-1995-07-30.html |
| 1997 | ベルギー・VWアウディクラブ     | ジョフ・フロワ ピア・イブス・コーサル     | フォルクスワーゲン・ゴルフ | ST     | DNF      | DNF        | https://www.racingsportscars.com/etcc/results/Spa-1997-07-28.html |
| 1998 | ベルギー・日産・ターボ・チーム | アンソニー・レイド アンデルス・オロフソン | 日産・プリメーラ           | SP     | DNF      | DNF        | https://www.racingsportscars.com/etcc/results/Spa-1998-07-05.html |